# Экстранет
Экстранет (англ. extranet) — часть интранета, предоставленная организацией для доступа внешним пользователям.
Экстранет, как и весь интранет, защищён от несанкционированного доступа (в том числе — межсетевым экраном).

## Информационная безопасность
Вопросы обеспечения безопасности в Экстранет намного серьёзнее, чем в Интранет. Для сети Экстранет особенно важны аутентификация пользователя (который может и не являться сотрудником компании) и, особенно, защита от несанкционированного доступа, тогда как для приложений Интранет они играют гораздо менее существенную роль, поскольку доступ к этой сети ограничен физическими рамками компании.

## Назначение
Корпоративное применение Экстранета — это закрытые корпоративные порталы, на которых размещаются закрытые корпоративные материалы и предоставляется доступ уполномоченным сотрудникам компании к приложениям для коллективной работы, системам автоматизированного управления компанией, а также доступ к ограниченному ряду материалов партнерам и постоянным клиентам компании. Кроме того, в Экстранете возможно применение и других сервисов Интернета: электронной почты, FTP и т.д.